# 麥科爾·穆爾德
麥科爾·穆爾德（英語：Mychal Mulder，1994年6月12日—）為加拿大職業籃球運動員，場上主打得分後衛位置，現時效力NBA邁阿密熱火，並與NBA G聯盟蘇瀑天空力量簽訂了一份雙向合同。大學時曾為溫森斯大學和肯塔基大學效力過。

## 早年生活
穆爾德在三個月大時被父母蘭迪·穆爾德（Randy Mulder）和珍妮弗·吉尼亞克（Jennifer Gignac）收養。他的父親蘭迪原先在通用汽車工作，後來因腿部受傷而被迫退休。麥科爾·穆爾德的父親用前NBA球員麥科爾·湯普森的名字為他命名，麥科爾·湯普森是他未來金州勇士隊隊友克雷·湯普森的父親。穆爾德在安大略省溫莎市與他的養姐辛西婭一同長大。穆爾德高中就讀位於安大略省溫莎市的天主教中央高中，並加入該校由皮特·庫蘇馬諾（Pete Cusumano）執教的籃球校隊。在2013年，穆爾德被認為是加拿大前十名的球員。

## 大學生涯
穆爾德高中畢業後收到來自NCAA一級學校底特律大學的獎學金，然而穆爾德選擇就讀溫森斯大學開始大學籃球生涯。在大二賽季，穆爾德場均可得到15.7分和6.4個籃板，三分線外的投籃命中率為46.3%。最終帶領球隊取得了33勝2負的戰績，穆爾德也被評為全美明星初級學院（JUCO）球員，並被247Sports評為第13名的初級學院球員。隨後，他轉隊至肯塔基大學，並放棄了來自克瑞頓大學、印第安納大學和威奇托州立大學的邀請。在肯塔基大學出賽的大四賽季，穆爾德兩次擔任先發，場均出賽10.6分鐘可得到4.7分和1.5個籃板，投籃命中率為40.3%，罰球命中率為全隊最高的92.3%。

## 職業生涯

### 風城公牛（2017–2019）
穆爾德參加了2017年NBA選秀，但未能被選中，後來穆爾德在2017年NBA G聯盟選秀中被風城公牛以第九順位選中。在公牛隊的第二個賽季，穆爾德場均出賽32.9分鐘，可得到13.7分、4.1個籃板、1.6次助攻。2019年5月，穆爾德被邀請參加NBA G聯盟精英營（NBA G League Elite Camp）。

### 蘇瀑天空力量（2019–2020）
2019年9月17日，穆爾德與邁阿密熱火簽約，2019年10月15日，熱火揮棄了穆爾德。因此他在NBA G聯盟的蘇瀑天空力量開始下個賽季。

### 金州勇士（2020–至今）
2020年2月27日，金州勇士隊宣布與穆爾德簽訂一份為期10天的合約。同一天，他在對陣洛杉磯湖人的比賽中首次亮相，在那場比賽中穆爾德得到2分和4個籃板，但最終以116-86輸掉比賽。
2020年3月1日，穆爾德在他效力勇士隊的第三場比賽中獲得職業生涯新高的17分，外加2個籃板、1助攻、1阻攻和1抄截，最終以124-110不敵華盛頓巫師。3月7日，他在對陣費城76人的比賽中先發出賽，在他第一份10天合約的最後一場比賽中創造了職業生涯新高的18分和3次助攻，並幫助球隊以118-114獲勝。3月10日，他的10天合約到期後，勇士隊與他簽訂了一份多年期合約。
2021年4月28日，穆爾德在對上達拉斯小牛的比賽中，再次獲得突破職業生涯新高的26分和5個籃板，最終以103-133輸給對手。 2021年5月6日，在對上俄克拉荷马城雷霆的比賽中，穆爾德出賽20分鐘得到25分，並幫助球隊以118-97戰勝對手。2021年5月14日，穆爾德在對上紐奧良鵜鶘的比賽中先發出場，得到了職業生涯新高的28分，並以125-122戰勝對手。

## 生涯數據

### NBA
| 賽季    | 球隊     | GP | GS | MPG  | FG%  | 3P%  | FT%  | RPG | APG | SPG | BPG | PPG  |
| ------- | -------- | -- | -- | ---- | ---- | ---- | ---- | --- | --- | --- | --- | ---- |
| 2019–20 | 金州勇士 | 7  | 3  | 29.1 | .388 | .308 | .750 | 3.3 | 1.1 | .3  | .1  | 11.0 |
| 2020–21 | 金州勇士 | 60 | 6  | 12.8 | .449 | .397 | .636 | 1.0 | .4  | .2  | .2  | 5.6  |
| 生涯    | 生涯     | 67 | 9  | 14.5 | .437 | .380 | .676 | 1.2 | .5  | .2  | .2  | 6.2  |